# Championnat de Suisse de football 1931-1932
Navigation
Édition précédente Édition suivante
La 35e édition du championnat de Suisse de football est remportée par le Lausanne-Sports, qui remporte aussi le championnat de Suisse de deuxième division.
Le FC Zurich termine deuxième. Le Grasshopper-Club Zurich complète le podium. 
Le championnat est divisé en deux groupes de neuf. Les deux derniers de chaque groupe sont relégués en deuxième division tandis que les premiers de chaque groupe, le meilleur deuxième (départagé lors d'un match de barrage) et le champion de deuxième division sont qualifiés pour la phase finale décidant du champion.
Le FC Berne, le FC Saint-Gall, l'Étoile La Chaux-de-Fonds et le BSC Old Boys descendent en deuxième division. Ils sont remplacés pour la saison 1932-1933 par le Lausanne-Sports et le FC Concordia Bâle.

## Les clubs de l'édition 1931-1932
| Club                     | Ville             |
| ------------------------ | ----------------- |
| BSC Old Boys             | Bâle              |
| BSC Young Boys           | Berne             |
| Grasshopper-Club Zurich  | Zurich            |
| Étoile Carouge FC        | Carouge           |
| Étoile La Chaux-de-Fonds | La Chaux-de-Fonds |
| FC Aarau                 | Aarau             |
| FC Bâle                  | Bâle              |
| FC Berne                 | Berne             |
| FC Biel-Bienne           | Bienne            |
| FC Blue Stars Zurich     | Zurich            |
| FC La Chaux-de-Fonds     | La Chaux-de-Fonds |
| FC Lugano                | Lugano            |
| FC Nordstern Bâle        | Bâle              |
| FC Saint-Gall            | Saint-Gall        |
| FC Zurich                | Zurich            |
| Servette FC              | Genève            |
| Urania Genève Sport      | Genève            |
| Young Fellows Zurich     | Zurich            |

## Compétition

### Classements
Le classement est établi sur le barème de points classique (victoire à 2 points, match nul à 1, défaite à 0).

#### Groupe 1
| Rang | Équipe               | Pts | J  | G  | N | P  | Bp | Bc | Diff |
| ---- | -------------------- | --- | -- | -- | - | -- | -- | -- | ---- |
| 1    | FC Zurich            | 26  | 16 | 13 | 0 | 3  | 44 | 17 | +27  |
| 2    | Urania Genève Sport  | 19  | 16 | 9  | 1 | 6  | 34 | 24 | +10  |
| 3    | Young Fellows Zurich | 18  | 16 | 8  | 2 | 6  | 44 | 36 | +8   |
| 4    | FC Lugano            | 17  | 16 | 7  | 3 | 6  | 31 | 22 | +9   |
| 5    | FC Nordstern Bâle    | 16  | 16 | 7  | 2 | 7  | 28 | 35 | -7   |
| 6    | FC La Chaux-de-Fonds | 15  | 16 | 7  | 1 | 8  | 35 | 34 | +1   |
| 7    | FC Bâle              | 15  | 16 | 7  | 1 | 8  | 35 | 48 | -13  |
| 8    | FC Berne             | 11  | 16 | 4  | 3 | 9  | 28 | 43 | -15  |
| 9    | FC Saint-Gall        | 7   | 16 | 2  | 3 | 11 | 35 | 55 | -20  |

|  | Qualification pour la phase finale                 |
|  | Qualification pour les barrages de la phase finale |
|  | Relégation                                         |

#### Groupe 2
| Rang | Équipe                   | Pts | J  | G  | N | P | Bp | Bc | Diff |
| ---- | ------------------------ | --- | -- | -- | - | - | -- | -- | ---- |
| 1    | Grasshopper-Club Zurich  | 26  | 16 | 12 | 2 | 2 | 54 | 12 | +42  |
| 2    | FC Biel-Bienne           | 20  | 16 | 8  | 4 | 4 | 26 | 23 | +3   |
| 3    | BSC Young Boys           | 19  | 16 | 7  | 5 | 4 | 29 | 22 | +7   |
| 4    | Étoile Carouge FC        | 15  | 16 | 4  | 7 | 5 | 33 | 30 | +3   |
| 5    | FC Aarau                 | 15  | 16 | 6  | 3 | 7 | 21 | 32 | -11  |
| 6    | Blue Stars Zurich        | 14  | 16 | 6  | 2 | 8 | 26 | 24 | +2   |
| 7    | Servette FC              | 12  | 16 | 5  | 2 | 9 | 18 | 33 | -15  |
| 8    | Étoile La Chaux-de-Fonds | 12  | 16 | 5  | 2 | 9 | 21 | 41 | -20  |
| 9    | BSC Old Boys             | 11  | 16 | 3  | 5 | 8 | 20 | 31 | -11  |

|  | Qualification pour la phase finale                 |
|  | Qualification pour les barrages de la phase finale |
|  | Barrage de relégation                              |
|  | Relégation                                         |

Le Servette FC  et l'Étoile La Chaux-de-Fonds ayant terminé ex aequo, un match de barrage eut lieu pour décider de qui obtiendrait la relégation en deuxième division.
| Équipe 1    | Résultat | Équipe 2                 | Lieu      |
| ----------- | -------- | ------------------------ | --------- |
| Servette FC | 5 - 1    | Étoile La Chaux-de-Fonds | Neuchâtel |

#### Phase finale
Quatre équipes sont qualifiées pour la phase finale : 
- le FC Zurich, premier du groupe 1;
- le Grasshopper-Club Zurich, premier du groupe 2;
- le Lausanne-Sports, champion de deuxième division;
- le vainqueur du match de barrage entre l'Urania Genève Sport et le FC Biel-Bienne.

Le match de barrage voit l'Urania Genève Sport l'emporter sur le FC Biel-Bienne.
| Équipe 1            | Résultat | Équipe 2       | Lieu     |
| ------------------- | -------- | -------------- | -------- |
| Urania Genève Sport | 4 - 3    | FC Biel-Bienne | Lausanne |

Classement final
| Rang | Équipe                  | Pts | J | G | N | P | Bp | Bc | Diff |
| ---- | ----------------------- | --- | - | - | - | - | -- | -- | ---- |
| 1    | Lausanne-Sports         | 4   | 3 | 1 | 2 | 0 | 6  | 4  | +2   |
| 2    | FC Zurich               | 4   | 3 | 2 | 0 | 1 | 6  | 6  | 0    |
| 3    | Grasshopper-Club Zurich | 3   | 3 | 1 | 1 | 1 | 4  | 3  | +1   |
| 4    | Urania Genève Sport     | 1   | 3 | 0 | 1 | 2 | 4  | 7  | -3   |

|  | Qualification pour la finale |

Finale le 3 juillet 1932
| Équipe 1        | Résultat | Équipe 2  | Lieu  |
| --------------- | -------- | --------- | ----- |
| Lausanne-Sports | 5 - 2    | FC Zurich | Berne |

## Bilan de la saison
| Tableau d'Honneur                 |                         |
| Compétition                       | Vainqueur               |
| Championnat de Suisse de football | Lausanne-Sports         |
| Coupe de Suisse de football       | Grasshopper-Club Zurich |

| Promotions et relégations |                                                              |
| Promus                    | Lausanne-Sports FC Concordia Bâle                            |
| Relégués                  | FC Berne FC Saint-Gall Étoile La Chaux-de-Fonds BSC Old Boys |